# ميناء حر

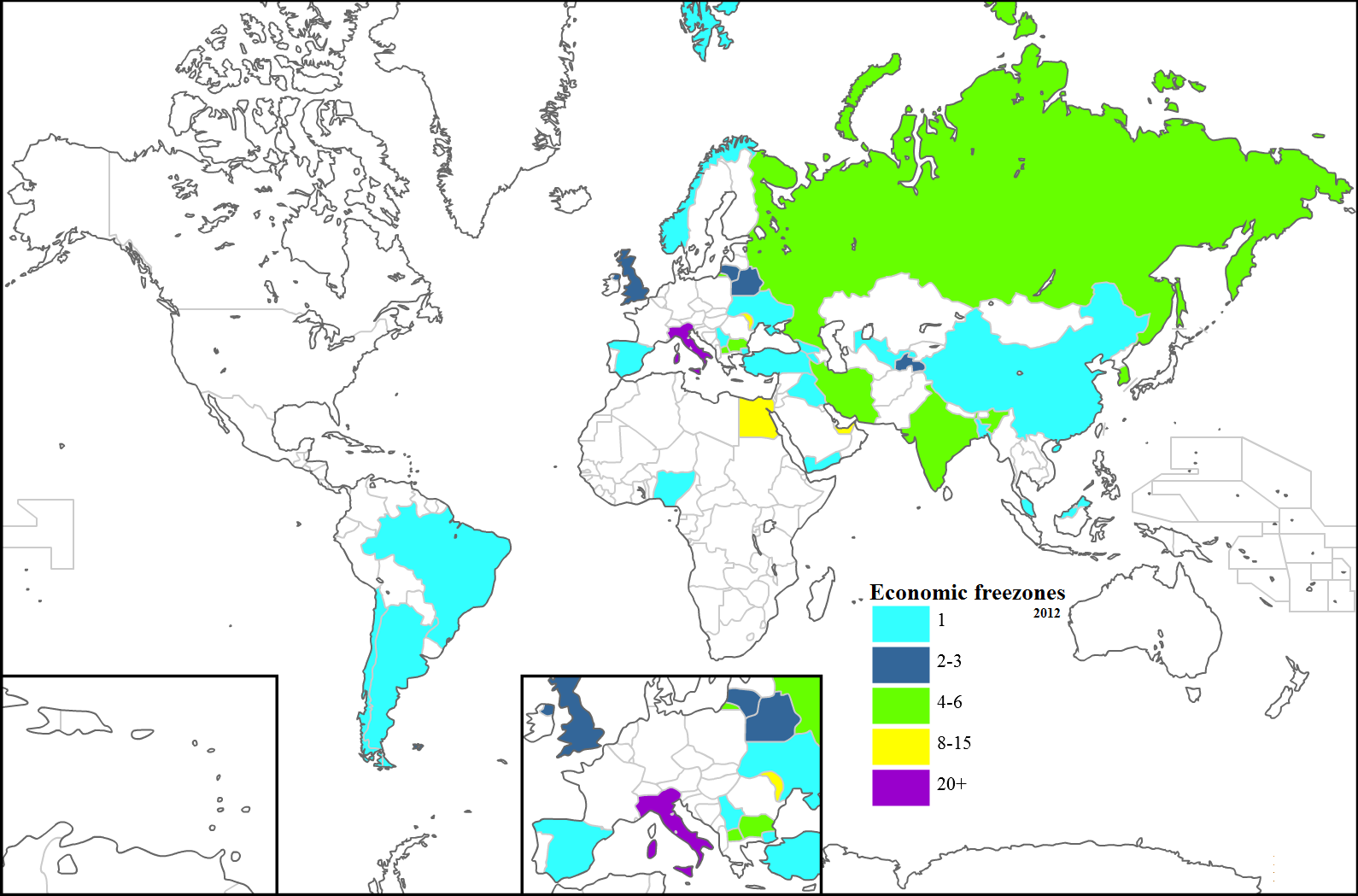

ميناء حر (Free Port ; Poto Franco) أو منطقة خالية (الولايات المتحدة : منطقة تجارة الخارجية) هي منطقة الميناء أو استرخاء مع الاختصاص فيما يتعلق البلاد للموقع. المناطق الاقتصادية الحرة ويمكن أيضا أن يسمى الموانئ الحرة.

## الحرة والموانئ والمناطق الحرة من جانب البلد

### أفريقيا

#### ليبيا
- المنطقة الحرة سرت
- ميناء قصر أحمد

#### مصر
- بورسعيد
- قناة السويس للحاويات

#### المغرب
- المنطقة الحرة في طنجة وتصدير

#### موريشيوس
- ميناء بورت لويس الحرة

### آسيا

#### البحرين
- المنامة

#### الهند
- بنغالور
- مومباى
- كولكاتا
- ولاية كيرالا

#### اندونيسيا
- جزيرة باتام

#### إيران
- قشم
- تشابهار
- كيش
- عسلوية
- ارفاند

#### فلسطين
- إيلات

#### اليابان
- ناغازاكي
- نيغاتا

#### الصين
- ماكاو
- هونغ كونغ
- شنغهاي

#### ماليزيا
- بينانق حتى عام 1969

#### باكستان
- جوادار

#### الفلبين
- السابق وبحرية الولايات المتحدة قاعدة خليج سوبيك
- زامبوانجا المنطقة الاقتصادية وفريبورت
- قاعدة كلارك الجوية وفريبورت

#### سنغافورة
- سنغافورة

#### كوريا الجنوبية
- انشيون
- بوسان
- خليج Gwangyang

#### تايوان
- من ميناء كيلونج منطقة التجارة الحرة
- ميناء من تايبيه منطقة التجارة الحرة
- من ميناء تايتشونغ منطقة التجارة الحرة
- من ميناء كاوشيونغ منطقة التجارة الحرة
- تاويوان للشحن الجوي بارك منطقة التجارة الحرة

تايوان FTZs

#### تركيا
- مرسين

#### الإمارات العربية المتحدة
- الإبداعي مدينة الفجيرة
- مدينة دبي للإنترنت
- مدينة دبي للإعلام
- مدينة دبي للاستوديوهات
- وسائل الإعلام الدولية والمنطقة العالمية للإنتاج
- قرية دبي للمعرفة
- مدينة دبي الطبية
- مركز دبي المالي العالمي
- دبيوتك
- منطقة دبي للتعهيد
- المنطقة الحرة لجبل علي
- مدينة رأس الخيمة وسائط الإعلام
- رأس الخيمة تكنولوجيا المعلومات بارك
- رأس الخيمة منطقة التجارة الحرة

### أوروبا

#### النمسا
(جزء من الاتحاد الأوروبي) 
- لينز «(ميناء على نهر نهر الدانوب)
- فيينا (ميناء على نهر نهر الدانوب)

#### بيلاروس
- بريست المنطقة الاقتصادية الحرة
- غرودنو المنطقة الاقتصادية الحرة

#### كرواتيا
- رييكا، 1723

==== الدنمارك ==== (جزء من الاتحاد الأوروبي) 
- فريبورت كوبنهاغن (Københavns Frihavn)

==== فنلندا ==== (جزء من الاتحاد الأوروبي) 
- المنطقة الحرة للابينرانتا (Lappeenrannan Vapaa - alue)
- فريبورت Hanko (Hangon Vapaasatama)

==== فرنسا ==== (جزء من الاتحاد الأوروبي) 
- إنشاء منطقة خالية من فيردون -- بورت دي بوردو (منطقة franche دو فيردون—بورت دي بوردو)

==== ألمانيا ==== (جزء من الاتحاد الأوروبي) 
- فريبورت هامبورغ (Freihafen هامبورغ ')
- فريبورت بريمن (Freihafen بريمن ')
- فريبورت وبريمرهافن (Freihafen بريمرهافن ')
- فريبورت إمدن (Freihafen Emden)
- فريبورت وكيل (Freihafen كييل ')
- فريبورت كوكسهافن (Freihafen كوكسهافن ')
- فريبورت دغندورف (Freihafen Deggendorf)
- فريبورت ودويسبورغ (Freihafen دويسبورغ ')

#### جورجيا
- أجاريا جمهورية ذات حكم ذاتى 
  - باتومي، 1878-1886 (ثم روسيا)

==== اليونان ==== (جزء من الاتحاد الأوروبي) 
- المنطقة الحرة للبيرايوس
- المنطقة الحرة للتسالونيكي
- المنطقة الحرة للكاندية

==== أيرلندا ==== (جزء من الاتحاد الأوروبي) 
- Ringaskiddy ميناء الحرة
- شانون المنطقة الحرة

#### جزيرة آيل أوف مان
- Ronaldsway مطار (Ballasala)

==== إيطاليا ==== (جزء من الاتحاد الأوروبي) 
- ليفورنو، 1675-1860
- إنشاء منطقة خالية من تريستا (بورتو فرانكو دي تريستا)
- إنشاء منطقة خالية من فينيسيا (بورتو فرانكو دي فينيتسيا)

==== مالطا ==== (جزء من الاتحاد الأوروبي) 
- مالطا فريبورت

==== لاتفيا ==== (جزء من الاتحاد الأوروبي) 
- ميناء حر ريغا
- الحرة ميناء Ventspils

==== ليتوانيا ==== (جزء من الاتحاد الأوروبي) 
- الحرة ميناء كلايبيدا

==== البرتغال ==== (جزء من الاتحاد الأوروبي) 
- إنشاء منطقة خالية من ماديرا—Caniçal (سونا فرانكا دا ماديرا—Caniçal)

#### روسيا
- ناخودكا
- فلاديفوستوك، 1861-1909

==== إسبانيا ==== (جزء من الاتحاد الأوروبي) 
- المنطقة الحرة للبرشلونة (سونا دي فرانكا برشلونة)
- المنطقة الحرة للقادس (سونا دي فرانكا قادس)
- المنطقة الحرة للفيغو (سونا دي فرانكا فيغو)
- المنطقة الحرة ولاس بالماس دي غران كناريا (سونا فرانكا دي لاس بالماس دي غران كناريا)
- (سبتة ومليلة لا الموانئ الحرة أو المناطق الحرة لأنها أجزاء من أسبانيا، ولكن ليس من جانب الاتحاد الأوروبي لالجمارك والمكوس)

==== السويد ==== (جزء من الاتحاد الأوروبي) 
- Marstrand، 17th القرن
- سانت بارتيليمي، 1785-1878

#### تركيا
- مرسين

#### أوكرانيا
- ميناء حر ومنطقة اقتصادية حرة أوديسا
  - 1819-1858
  - التجارة ميناء بحري من أوديسا، 1 كانون الثاني / يناير 2000 لمدة 25 عاما

==== المملكة المتحدة ==== (جزء من الاتحاد الأوروبي) 
- ليفربول المنطقة الحرة
- Prestwick المنطقة الحرة بمطار
- ساوثامبتون المنطقة الحرة
- تيلبوري المنطقة الحرة
- ميناء والانحراف المنطقة الحرة
- Humberside المنطقة الحرة
- لندن دوكلاندز

### الأمريكتين

#### الأرجنتين
- سونا فرانكا لا بلاتا

#### برمودا
- ميناء حرا من ميناء هاميلتون، هاملتون، برمودا

#### البرازيل
- سونا دي فرانكا ماناوس

#### شيلي
- مدينة إكويك

#### الجمهورية الدومينيكية
- ميجا من ميناء بونتا Caucedo

http://strategis.ic.gc.ca/epic/internet/inimr-ri.nsf/en/gr115831e.html
http://www.port-technology.com/projects/caucedo/

#### نيكاراغوا
- ماناغوا[سونا http://www.czf.com.ni/ فرانكا (الميناء الحر)]

#### بنما
- كولون

#### أوروغواي
- كاراسكو المطار الدولي (الميناء الحر)
- سونا دي فرانكا مونتيفيديو
- سونا فرانكا كولونيا

#### الولايات المتحدة
- وزارة التجارة الأمريكية (إدارة التجارة الدولية) : الولايات المتحدة قائمة من مناطق التجارة الخارجية

#### فنزويلا
- ميناء حر جزيرة مارغاريتا (بويرتو دي ليبري مارغريتا)
- المنطقة الحرة للParaguaná شبه الجزيرة (سونا فرانكا دي دي لوس انجليس لPenínsula Paraguaná)